# Nea Kydonia
Nea Kydonia (griechisch Νέα Κυδωνία) ist ein Gemeindebezirk der Gemeinde Chania auf der griechischen Insel Kreta.

## Lage
Der Gemeindebezirk Nea Kydonia liegt im Westen der Gemeinde Chania an der Grenze zur Nachbargemeinde Platanias. Zum Gebiet Nea Kydonias zählt auch die der Nordküste vorgelagerte und unbewohnte Insel Agii Theodorii.

## Verwaltungsgliederung
Die Gemeinde Nea Kydonia wurde 1985 durch Präsidialdekret aus den drei Landgemeinden Daratsos, Galatas und Stalos gegründet. Verwaltungssitz war Galatas. Im Zuge der Gemeindereform 1997 wurde diese Gemeinde um die Landgemeinde Agia Marina erweitert. Mit der Umsetzung der Verwaltungsreform 2010 wurde die Gemeinde Nea Kydonia mit weiteren sechs Gemeinden zur Gemeinde Chania fusioniert.
| Lokale Selbstverwaltung | griechischer Name              | Code     | Fläche (km²) | Einwohner 1991 | Einwohner 2001 | Einwohner 2011 | Dörfer und Siedlungen       |
| ----------------------- | ------------------------------ | -------- | ------------ | -------------- | -------------- | -------------- | --------------------------- |
| Daratsos                | Δημοτική Κοινότητα Δαράτσου    | 74010601 | 4,318        | 2.103          | 3.209          | 4.732          | Daratsos                    |
| Agia Marina             | Τοπική Κοινότητα Αγίας Μαρίνης | 74010602 | 5,290        | *              | 1.448          | 2.005          | Agia Marina, Agii Theodorii |
| Galatas                 | Δημοτική Κοινότητα Γαλατά      | 74010603 | 6,843        | 1.550          | 2.120          | 3.166          | Galatas                     |
| Stalos                  | Τοπική Κοινότητα Σταλού        | 74010604 | 5,151        | 0373           | 0524           | 0868           | Stalos                      |
| Gesamt                  | Gesamt                         | 740106   | 21,602       | 4.026          | 7.301          | 10.771         |                             |

## Wirtschaft
Nea Kydonia ist aufgrund der langen Standstrände überwiegend touristisch geprägt. Für die in- und ausländischen Gäste stehen touristische Unterkünfte aller Kategorien, von Zimmervermietungen über Luxushotels bis hin zu Touristenvillen mit einer Kapazität von etwa 15.000 Betten zur Verfügung. Mehrere Strände sind mit der Blauen Flagge ausgezeichnet, sie sind ebenso als Badegewässer ausgewiesen, deren Wasserqualität regelmäßig nach der EG-Badegewässerrichtlinie überprüft und bewertet wird.